# Ketchup

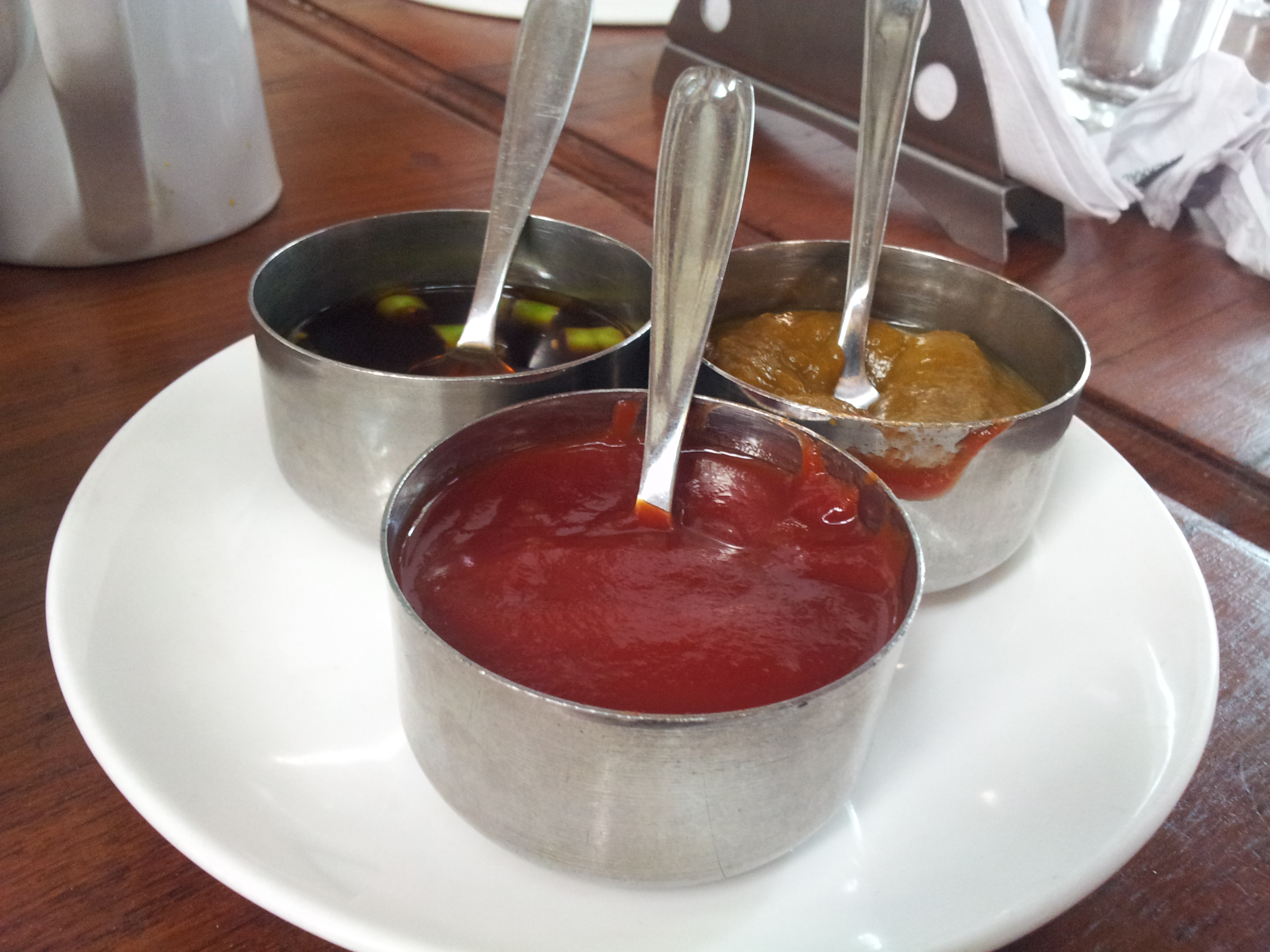
Pote com ketchup à frente.

O ketchup é um molho de origem chinesa, introduzido no Ocidente através da Malásia, onde o ingrediente principal era o cogumelo. Nos Estados Unidos, surgiu o ketchup de tomate, utilizado comumente para temperar pratos de fast-food tais como hambúrgueres, nuggets, cachorros-quentes e batatas fritas.

## Etimologia
Acredita-se que o ketchup atual tenha sua origem no molho para peixes da cultura chinesa chamado ketsiap ("molho"). No século XVII, os chineses misturavam peixe em conserva e temperos, e chamavam a mistura de 鮭汁 (kôe-chiap ou kê-chiap, no dialeto amoy da língua hokkien; guī zhī, no mandarim padrão; gwai1 zap1, na língua cantonesa), que significa "salmoura de peixe ou molusco fermentado". No início do século XVIII, o molho chegou a Malásia e Singapura, onde os colonizadores ingleses o provaram pela primeira vez. O termo malaio para o molho era kicap ou kecap (pronunciado [kɛt͡ʃap]), o qual evoluiu para o inglês ketchup.

## História

### Ketchupde cogumelo
No Reino Unido, originariamente o ketchup era preparado com cogumelo comestível como ingrediente principal. Receitas de ketchup começaram a aparecer nos livros de receita britânicos (e, posteriormente, estadunidenses) no século XVIII. Num livro de receita londrino de 1742, o molho de peixe já havia adquirido um sabor britânico, com a adição de chalotas e cogumelos. Os cogumelos logo se tornaram o ingrediente principal e, de 1750 a 1850, a palavra ketchup começou a significar qualquer molho fino e escuro feito de cogumelos ou mesmo nozes. Nos Estados Unidos, o ketchup de cogumelo surgiu por volta de 1770, sendo preparado pelos colonos britânicos das Treze Colônias. Atualmente, o ketchup de cogumelo está disponível no Reino Unido, embora não seja muito comum.

### Ketchupde tomate
O molho oriental foi levado aos Estados Unidos pelos ingleses, sofrendo alterações e passando a ter, como seu ingrediente principal, o tomate. Deste modo, foi rebatizado de ketchup. Uma antiga versão de tomata catsup de 1817 ainda possui Engraulidae, denunciando sua origem nos molhos de peixe. Em meados da década de 1850, no entanto, os Engraulidae já haviam sido abandonados.
James Mease publicou outra receita em 1812. Em 1824, uma receita de ketchup usando tomate foi publicada no livro de receitas "A dona de casa da Virgínia", escrito por Mary Randolph, prima de Thomas Jefferson. Cozinheiros estadunidenses começaram a adoçar o ketchup no século XIX.
Conforme o século XIX avançava, o ketchup de tomate começou sua trajetória ascendente nos Estados Unidos. O ketchup tornou-se popular muito antes do tomate. As pessoas hesitavam menos em comer tomate como parte de um produto altamente processado, que havia sido cozido e temperado.
O ketchup de tomate era vendido localmente por fazendeiros. Acredita-se que Jonas Yerkes foi o primeiro estadunidense que vendeu ketchup de tomate numa garrafa. Por volta de 1837, ele já produzia e vendia o produto nacionalmente. Outras companhias surgiram em seguida. F. & J. Heinz lançou seu ketchup de tomate em 1876. A sua propaganda dizia: "santo alívio para a mãe e as outras mulheres da casa!", numa alusão ao demorado processo de se fazer ketchup em casa. Com a produção industrial e a necessidade de uma melhor preservação, houve um aumento na quantidade de açúcar, levando à atual fórmula acridoce.
Mas a versão atual do ketchup só foi completada no início do século XX, a partir de um debate sobre o uso do benzoato de sódio como conservador de alimentos. Harvey Washington Wiley, o criador da Administração de Comida e Droga dos Estados Unidos, questionou a segurança do benzoato, que havia sido banido através do Ato de Comida e Droga Pura de 1906. Em resposta, empreendedores como Henry J. Heinz pesquisaram uma alternativa para o benzoato.
Katherine Bitting, uma microbotânica que trabalhava para o Departamento de Agricultura dos Estados Unidos, desenvolveu uma pesquisa que provou, em 1909, que o aumento de vinagre e açúcar previne a deterioração do produto sem a necessidade do uso de conservantes artificiais.
Antes de Heinz, o ketchup de tomate era fino e aguado, em parte devido ao uso de tomate verde, que contém pouca pectina. Ele tinha menos vinagre que o ketchup atual. Ao passar a se usar tomate maduro em conserva, a necessidade de benzoato foi eliminada.

### Inovações
A partir de outubro de 2000, a Heinz passou a oferecer ketchup nas cores verde (2000), púrpura (2001), rosa, laranja, verde-azulado (2002) e azul (2003). Essas cores foram obtidas através da adição de corante alimentar. Em janeiro de 2006, no entanto, esses produtos foram descontinuados.
Em março de 2018, foi lançado um ketchup fatiado. O produto gerou tanto reações positivas quanto negativas, segundo a revista Time.